# Кавасаки Т-4
Кавасаки Т-4 је јапански подзвучни двомоторни млазни школски авион, намењен обуци војних пилота. Развила га је јапанска компанија Кавасаки. Једини корисник овог авиона јесу јапанске Ваздухопловне самоодбрамбене снаге.

## Развој и дизајн
Новембра 1981. године јапанска компанија Кавасаки добила је задатак да развије млазни школски авион. Дизајн је финализован крајем 1983. године, а израда првих шест прототипова је отпочела у пролеће 1984. године. Први прототип је полетео 29. јула 1985. године, а први серијски примерак је полетео 28. јуна 1988. године и испоручен је јапанским Ваздухопловним самоодбрамбеним снагама исте године. Компанија Фуџи је израђивала крила, задњи део трупа и реп, компанија Мицубиши централни део трупа и уводнике за ваздух, док је Кавасаки био одговоран за предњи део трупа, укључујући и пилотску кабину, као и за завршно склапање летелице. Иако је првобитни план био производња преко 220 летелица, произведено је нешто преко 208 авиона. У конструкцији авиона коришћене су углавном легуре алуминијума, али и композитни материјали. Кавасаки Т-4 је погоњен са два турбо-млазна мотора укупног потиска 32,64 kN, поседује три подвесне тачке за ношење додатних резервоара или школских бомби, по једну испод сваког крила и једну испод трупа. За разлику од већине својих савременика, школско-борбених авиона, Кавасаки Т-4 нема борбене могућности.

## Корисници
- Јапан

## Галерија
- Кавасаки Т-4